# Libération des voies aériennes

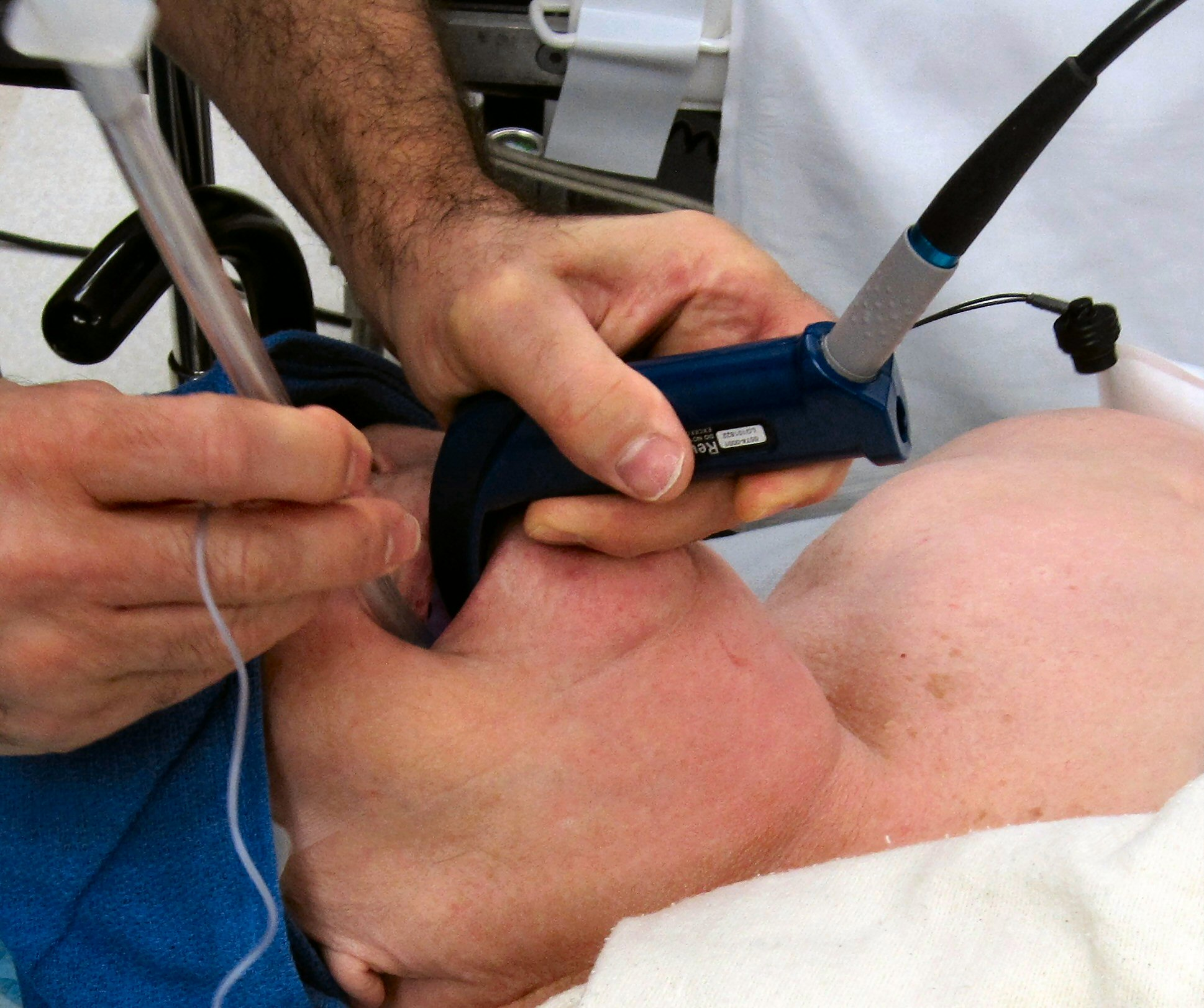
Anesthésiste utilisant un vidéo-laryngoscope pour intuber la trachée d'un patient.

Les voies aériennes peuvent être obstruées accidentellement, gênant ou empêchant le passage de l'air. Il faut alors libérer le passage de l'air, « assurer la perméabilité des voies aériennes supérieures », pour permettre la ventilation spontanée ou la ventilation artificielle. C'est la libération des voies aériennes (LVA). On parle aussi de contrôle des voies aériennes.
La libération des voies aériennes est l'une des premières préoccupations dans le cas d'une intervention de secours à personne ; c'est le A (airways) de l'ABC de Peter Safar, bien que la première préoccupation doit être celle de l’environnement (E) de la victime, pour la protéger, mais surtout pour protéger l’entourage et s’assurer de la sécurité du secouriste qui intervient en urgence sur la victime elle-même (en français, on parle parfois de « faire le PAS : protéger, alerter, secourir », même si l’alerte a lieu en deux temps, d’abord auprès de l’entourage immédiat des autres témoins s’il y en a et dans le cadre de la protection, et après les interventions vitales simples nécessaires en quelques minutes, quand elles sont possibles pour le secouriste ; la LVA est alors une des étapes du secours effectuée par le secouriste qui intervient avant de chercher à alerter une équipe médicale par ses propres moyens mais dans un délai qui dépassera celui de l’urgence vitale).

## En premiers secours

### Obstruction totale
Les voies aériennes peuvent être obstruées par un objet, par exemple de la nourriture, ou chez les jeunes enfants par une bille, une cacahuète...
Chez une personne consciente, l'obstruction totale se reconnaît par les signes suivants :
- la personne essaie de respirer mais n'y arrive pas ;
- aucun son ne sort de sa bouche (pas de parole, pas de toux, pas de sifflement) ;
- la personne a la bouche ouverte et porte les mains à son cou[3].

Si l'obstruction est totale, il faut expulser l'objet en créant une surpression d'air dans les poumons :
- chez un adulte et un enfant (de un an à la puberté) conscient, en donnant cinq grandes claques dans le dos, avec le plat de la main, entre les deux omoplates et en cas d'échec en effectuant la méthode d'Heimlich : on se place derrière la victime, on place ses bras sous les aisselles de la victime, une main fermée en forme de poing au-dessus du nombril, l'autre main par-dessus, on décolle les bras des côtes de la victime et on effectue un mouvement de virgule. Répéter le geste 5 fois de suite.

Renouveler les 5 claques dans le dos, puis les cinq compressions abdominales jusqu'à expulsion du corps étranger, ou jusqu'à ce que la victime perde connaissance. Une fois le corps étranger expulsé, demander systématiquement un avis médical car cette méthode est tout de même contraignante pour l'estomac.
- chez un nourrisson conscient (de 0 à 1 an) on appliquera les cinq claques dans le dos (en maitrisant sa force), avec 5 compressions thoraciques. (geste identique au massage cardiaque)

- À partir du moment où la victime perd connaissance, appliquez les manœuvres de réanimation (massage cardiaque externe) : 30 compressions - 2 ventilations (même si elles ne sont pas efficaces à cause de l'obstruction)

### Obstruction partielle
Si les voies aériennes ne sont obstruées que partiellement (l'air passe mais difficilement), la vie de la victime n'est pas menacée puisqu'elle peut malgré tout respirer.
On s'abstient de tout geste violent pour éviter de faire bouger l'objet, et on installe la victime en position assise ou semi-assise en dégrafant les vêtements pouvant gêner la ventilation (ceinture, bouton de pantalon, col, cravate, soutien-gorge, gaine, collant gainant).
Il faut prévenir les secours médicaux (appeler le 112 dans l'Union européenne, préférer le 15 en France ou le 911 au Canada), la désobstruction sera faite par un médecin.

### Victime inconsciente

#### Cas général
Une victime inconsciente n'a plus de tonus musculaire, et n'a plus de réflexe permettant d'enlever les objets gênant le passage de l'air (toux, déglutition). Les voies aériennes peuvent donc être obstruées par :
- la langue, qui pend mollement dans la bouche ;
- l'épiglotte, qui sert normalement à empêcher les aliments de passer dans les poumons, et qui reste fermée ;
- les liquides (salive, sang, mucus nasal) ;
- les aliments ou corps étrangers.

La libération des voies aériennes consiste donc à
- dégrafer les vêtements pouvant gêner la respiration (ceinture, bouton de pantalon, col, cravate, soutien-gorge, gaine, collant gainant) ;
- basculer la tête prudemment en arrière en surélevant le menton ; méthode : une main sur le front, 2 ou 3 doigts sous le menton
- inspecter visuellement la bouche et retirer les corps étrangers (aliments, chewing-gum, prothèses dentaires qui se seraient décrochées)[4].

En effet, les muscles commandant l'épiglotte (muscles génio-hyoïdiens) sont attachés au menton, pour s'en convaincre, il suffit de demander à quelqu'un de pencher la tête en arrière et d'avaler sa salive, on voit deux muscles se tendre (cela se voit mieux chez un homme à cause de la pomme d'Adam). Donc, en levant le menton, on soulève mécaniquement l'épiglotte en tirant sur les muscles. Cela permet aussi de soulever la langue. Puis, on ouvre la bouche et l'on retire tout objet qui pourrait venir gêner la respiration. Les équipes de secouristes disposant d'un aspirateur de mucosité peuvent venir aspirer les liquides dans la partie visible de la bouche.
Si la personne respire, il faut la tourner sur le côté, en position latérale de sécurité (PLS) : cette position permet de maintenir la tête en bascule sans les mains, et aux liquides (salive, sang, mucus, contenu de l'estomac) de s'écouler vers le sol. Si la personne est à plat-ventre, elle est déjà en position protégée. Si la personne est assise (par exemple dans une voiture), il faut l'allonger immédiatement.
Pour une personne inconsciente qui respire, le maintien plat-dos avec un aspirateur de mucosités à portée de main n'est pas considéré actuellement en France comme une méthode efficace de protection des voies aériennes. En effet, les muscles fermant l'estomac (cardia) n'ont pas de tonus, donc celui-ci se vide dans le fond de la gorge sans bruit. Lorsque l'on aperçoit le liquide dans la partie visible des voies aériennes, celui-ci a déjà pénétré dans les poumons et provoqué des dégâts (syndrome de Mendelson). La PLS est donc impérative même pour une personne sur laquelle on suppose une atteinte à la colonne vertébrale (chute de hauteur, accident de la circulation).
Ce point est toutefois abordé différemment dans d'autres pays. Le cas est différent pour les équipes médicales, qui disposent de sondes permettant d'aspirer dans la partie non visible de la gorge, et qui peuvent prévenir ce risque en intubant.
Si la personne ne respire pas, il faut maintenir cette bascule de tête pendant que l'on effectue la ventilation artificielle (bouche-à-bouche, bouche-à-nez…).

#### Cas des laryngectomisés
Un laryngectomisé (ou trachéotomisé) est une personne qui respire par un trou (la stomie) pratiqué dans le cou. Cela représente environ 20 000 personnes en France.
En cas d'obstruction des voies aériennes (notamment la stomie sécrète une quantité de mucus importante qui peut former un bouchon), la désobstruction peut alors nécessiter une pince spéciale pour sortir le corps obstruant (pince de Magill, ou pince de Laborde à trois branches pour écarter les bords du trou).
Le trou se situe sous les cordes vocales au niveau des anneaux trachéaux supérieurs, donc en dessous du carrefour aéro-digestif. Il n'y a donc pas de risque d'obstruction des voies aériennes par la langue ni l'épiglotte, mais il y a toujours un risque d'invasion par le contenu de l'estomac et donc nécessité de mettre en PLS, mais la bascule de tête n'a ici aucune importance. Cependant, on s'assurera que rien ne vient boucher le trou, en particulier, on laissera le cou apparent lorsque l'on couvre.
Dans le cas d'une stomie, on peut laisser la victime plat-dos puisque les voies aériennes et digestives sont séparées ; il est cependant malaisé pour une personne non formée de reconnaître cette situation, on mettra donc en PLS par précaution en cas de doute.

#### Polémique dans le cas d'une suspicion de traumatisme rachidien
Lorsque l'on soupçonne un traumatisme rachidien, les manœuvres sans matériel décrites ci-dessus présentent un risque d'aggravation de ce traumatisme. La situation fait l'objet de débats d'experts et il existe plusieurs doctrines ; il n'y a pas de solution non-médicale idéale en la matière.
La doctrine française en termes de premiers et de prompts secours considère que
- d'une part l'élévation du menton, contrairement aux autres mouvements de la tête, ne présente que peu de risques d'aggravation d'un traumatisme si elle est faite de manière prudente ;
- que d'autre part, l'inhalation du contenu de l'estomac est un risque certain à court terme, et avec des conséquences quasi systématiquement mortelle.

Les recommandations sont donc, si l'on trouve une personne inconsciente et qui respire plat-dos, d'agir de la même manière que l'on soupçonne un traumatisme cervical ou pas, y compris pour un sauveteur seul ne disposant pas de collier cervical.
Certains secouristes, lorsqu'ils sont en équipe à plus de trois personnes, pratiquent une « pseudo-PLS » : ils effectuent une PLS à trois secouristes, mais s'arrêtent lorsque la victime est sur le côté ; celle-ci n'étant pas stable, les trois équipiers restent pour la maintenir dans cette position ; cela limite donc les mobilisations et facilite la remise plat-dos à l'arrivée du smur, mais bloque trois personnes.
Dans d'autres pays, on considère que le risque d'aggravation du traumatisme prime, et la doctrine recommande :
- dans le cas d'un sauveteur seul et sans matériel, de laisser la victime en position en attendant les secours (sauf dans le cas d'un délai important) ;
- dans le cas d'une équipe de secouristes formés, de pratiquer la subluxation mandibulaire à la place de l'élévation du menton.

La subluxation mandibulaire est la manipulation suivante : après s'être mis à genou derrière la tête de la victime allongée sur le dos, le manipulateur saisit la mâchoire inférieure et la pousse vers l’avant de la face tout en lui entrouvrant la bouche de façon que les incisives de la mâchoire inférieure soient devant celles de la mâchoire supérieure ; il s'agit donc d'une élévation du menton mais sans flexion de la nuque. Cette technique est largement pratiquée par des équipes médicales et paramédicales pour l'intubation. Contrairement à l'élévation du menton qui soulève les deux mâchoires en appui l'une sur l'autre pour faire basculer la tête vers l’arrière, cette méthode ne peut se faire que si la victime est allongée ; s'il faut de plus pratiquer une ventilation artificielle, il faut un secouriste supplémentaire pour maintenir cette subluxation (alors que l'élévation du menton peut être faite par le secouriste qui maintient le masque). Par ailleurs, elle est un peu plus compliquée à faire, et peut être contrariée par le tonus musculaire de la victime (hors arrêt cardiorespiratoire et coma profond) :
En cas d'échec, la libération des voies aériennes se fait par élévation classique du menton. Dans tous les cas, si la méthode soulèvement du menton a été effectuée, il ne faut plus le laisser retomber : pour stabiliser la position, on devra donc maintenir l'arrière du cou en appui (tandis que l’arrière du crâne repose directement sur le sol) sur un coussin formé par exemple par un vêtement plié, pris non pas sur la victime dont on doit éviter les mouvements et qui doit rester couverte.
Si la victime a été placée en PLS, on limite les torsions latérales du cou et on stabilise la position en reposant la tête soit là aussi par un coussin, soit à défaut sur la main et le poignet de son bras du côté sur lequel on l’a roulé, ce qui évite au secouriste agissant seul de devoir maintenir la position avec ses mains et de se retrouver dans l’incapacité à faire les autres contrôles vitaux et gestes de secours.

## Méthodes médicales
Les médecins disposent de matériels et de techniques permettant d'assurer la perméabilité des voies aériennes, mais ce sont des techniques invasives (pénétration dans le corps humain), il faut donc que la victime ne puisse présenter aucun réflexe de rejet (inconscience profonde ou anesthésie) et des garanties d'asepsie minimale. Le risque le plus grand est de provoquer des vomissements ou une hémorragie en mettant le dispositif en place. Ces matériels et techniques sont utilisés en anesthésie-réanimation et en médecine d'urgence hospitalière et préhospitalière (Smur).
Parmi le matériel utilisable :
- aspirateur à mucosités : sur piles ou secteur, il est utilisé dans la cavité buccale, la région nasopharyngée, la région trachéale et le système bronchique, pour libérer les voies respiratoires encombrées de sécrétions, sang, débris tissulaires et vomissements qui peuvent empêcher la ventilation. 
L'aspirateur à mucosités peut être également utilisé dans le cadre de soins à domicile (handicap, pathologies diverses). Par contre les lavages d'estomac ne se font en aucun cas avec des aspirateurs à mucosités.
- pince de Magill : pince permettant d'aller chercher un objet coincé dans la gorge (en cas d'échec de la méthode d'Heimlich)
- intubation trachéale : cette technique consiste à faire passer un tuyau muni d'un ballonnet dans le larynx ; une fois le tuyau en place, on gonfle le ballonnet ce qui assure une étanchéité, ainsi, aucun liquide ne peut plus pénétrer dans les poumons ; pour faire passer la sonde dans le « bon tuyau » (le larynx et non pas l'œsophage), il faut utiliser un laryngoscope (outil muni d'une lampe permettant de voir l'intérieur de la gorge) ;
- sonde d'aspiration : elle permet d'aspirer les liquides dans le fond de la gorge, ce qui offre une protection minimale contre l'invasion du contenu de l'estomac en cas d'échec de l'intubation ;
- canule de Guedel : c'est un tube coudé de plastique dur qui permet le passage de l'air quelle que soit la position et la grosseur de la langue ; si la canule est trop grande, elle peut appuyer sur l'épiglotte et la refermer, il convient donc d'en adapter la taille à celle du patient ; la pose d'une canule de Guedel de taille adéquate maintient la langue plaquée contre le plancher, ce qui permet d'éviter que la sonde d'intubation soit écrasée et facilite le passage de l'air si l'on n'intube pas (c'est une alternative en cas d'échec de l'intubation, ou en attendant l'intubation, ce matériel étant disponible dans les équipes de secouristes, mais qui n'empêche pas le contenu de l'estomac de passer dans les poumons) ;
- la Copa (cuffed oropharyngeal airway) : sorte de canule de Guedel munie d'un ballonnet gonflable ; le dispositif semble peu utilisé car son efficacité est très sensible à la position de la tête du patient ;
- la sonde à double lumière œsophagienne trachéale, ou Combitube est une alternative à la sonde d'intubation ; le tuyau est mis en place « à l'aveugle » (c'est-à-dire sans laryngoscope), et on gonfle deux ballonnets ; il y a à l'extérieur deux tuyaux, l'un permet de faire passer l'air par l'extrémité de la sonde si celle-ci s'introduit dans le larynx, l'autre permet de faire passer l'air par le haut de la sonde si celle-ci est dans l'œsophage ; le Combitube est très utilisé par les paramedics nord-américains, et en France par les Smur comme « plan B » en cas d'échec de l'intubation ;
- le masque laryngé ou oropharyngé (type Fasttrach) est un tuyau muni d'un ballonnet gonflable qui se positionne dans le pharynx ; permet d'assurer le passage de l'air, mais comme il se trouve au niveau du carrefour aéro-digestif, il n'empêche pas le contenu de l'estomac de passer dans les poumons et au contraire l'empêche de s'évacuer ; son utilisation est de fait délicate dans le cadre de l'urgence, mais il est utilisé parfois comme une alternative en cas d'échec de l'intubation.

Dans les cas d'urgence extrême, le médecin peut pratiquer une ouverture au niveau de la gorge (par cricothyroïdotomie s’il est bien formé au geste chirurgical et dispose du matériel de précision permettant de l’effectuer sans risque, et sinon exceptionnellement par trachéotomie) pour permettre le passage de l'air.